# 미즈 미스터
미즈 미스터(MS MR)는 미국의 뉴욕에 기반을 둔 음악 듀오이다. MS MR의 'MS'는 "미즈"로 읽어준다. 멤버는 보컬리스트 리지 플래핑거(Lizzy Plapinger)와 음악 프로듀서 맥스 허시나우(Max Hershenow)이다.

## 디스코그래피
- Secondhand Rapture (2013)
- How Does It Feel (2015)